# Oktiabrskij (rejon muraszyński)
Oktiabrskij (ros. Октябрьский) – osiedle w Rosji, w obwodzie kirowskim, w rejonie muraszyńskim. W 2010 liczyło 1565 mieszkańców.